# Veritas Cluster Server
Veritas Cluster Server (VCS) bezeichnet ein Softwareprodukt des Unternehmens Veritas Software Corporation zur Zusammenschaltung mehrerer Rechner zu einem Rechnerverbund (Cluster). Im Jahr 2016 wurde der Cluster Teil eines neuen Produktbundles und wird nun Veritas InfoScale Availability genannt.

## Funktionsweise
Diese Software verbindet zwei oder mehr Computer unabhängig vom Betriebssystem zu einem sogenannten Computercluster. Computer werden in einem Clustersystem auch allgemein als Knoten bezeichnet. Die zu einem Rechnerverbund zusammengeschalteten Computer erhöhen durch die Clusterbildung in der Regel die Ausfallsicherheit des Gesamtsystems für allgemeine Aufgaben als Server.
Eine der Besonderheiten des Veritas-Cluster ist, dass Abhängigkeiten zwischen Servicegruppen recht einfach (via GUI) modelliert werden können. Über Phantom-Ressourcen lassen sich weiterhin Abhängigkeiten zwischen Ressourcen verschiedener Servicegruppen formulieren.
Eine weitere Besonderheit ist die Unabhängigkeit von einem bestimmten Betriebssystem. Die Veritas-Cluster-Software kann auf
- Red Hat Linux RHEL 4, 5 und 6.
- SUSE Linux Enterprise Server (SLES) (9,) 10 und 11
- Oracle Enterprise Linux OEL (4,) 5
- Solaris (8,) 9 und 10
- AIX (5.2,) 5.3 und 6.1
- HP-UX 11.11, 11.23 und 11.31
- Windows 2000, Windows Server 2003, Windows Server 2008, Windows Server 2012

mit dem „Veritas Storage Foundation HA“ eingesetzt werden. Voraussetzung ist aber, dass auf allen beteiligten Clusterknoten das gleiche Betriebssystem (eines aus der genannten Auswahl) installiert wurde.
Die Datenbank-Versionen 9i, 10g, 11 und 12 von Oracle sind für die Cluster-Softwareversion für Datenbanken „Storage Foundation for RAC“ zugelassen. Das Vorhandensein von zwei Heartbeatverbindungen zwischen den beteiligten Knoten wird gefordert. Die Verwendung anderer Datenbanksysteme (wie DB2/MySQL o. ä.) ist prinzipiell ebenfalls möglich.
Das Softwareprodukt läuft unabhängig vom Betriebssystemkern (auch User-Level Cluster Software genannt) in normalen Systemprozessen. Es kann in unterschiedlichen Konfigurationen (LAN/MAN/WAN) eingesetzt und i. d. R. um applikationsspezifische Agenten ergänzt werden. Es existiert auch eine spezielle Version, die die Implementation von Oracle-Datenbanken in ein Veritas-Cluster ermöglicht („Veritas Storage Foundation for Oracle RAC“).
Vergleichbare Funktionalität eines „High-Availability“- (HA-) Clustersystems findet sich bei IBM Tivoli System Automation for Multiplatforms (IBM SA MP), IBM HACMP, Sun Cluster, Linux-HA oder Microsoft Cluster Server (MSCS).

### Beispiel eines Sun Solaris Systems mit Veritas Cluster
Das Betriebssystem (z. B. Sun Solaris, Windows Server 2003) wird auf zwei Hostsystemen (d. h. Rechnern bzw. Knoten) installiert, die in ihrer Hardware weitgehend übereinstimmen sollten. Für Computer mit Windows-Betriebssystem wird anschließend die Version „Veritas Storage Foundation HA“ als Kombinationsprodukt von Veritas Cluster Server und Veritas Storage Foundation installiert und konfiguriert.
Die Hardware sollte weitgehend übereinstimmen, um den Benutzern bei Ausfall eines Systems (dem sogenannten Failover) immer noch eine ausreichende Systemleistung zur Verfügung stellen zu können. Hierbei muss zur Erhöhung der Ausfallsicherheit beachtet werden, dass bei der Auswahl der Hardware mindestens zwei unabhängige Netzwerkkarten pro Clusterknoten zum Einsatz kommen. Auch die doppelte (oder mehrfache) unterbrechungsfreie Verfügbarkeit weiterer kritischer Systembestandteile wie Speichermedien (z. B. durch NAS, SAN), Netzwerkkomponenten (Switches, Verkabelung) oder Stromversorgung (mehrere Hot-Swap-Netzteile, USV) erhöht die Verfügbarkeit des Systems (siehe Single Point of Failure).
Der Grund für die beiden unabhängigen Netzwerkkarten ist die Funktionalität jedes Clustersystems, der heartbeat. Unter „heartbeat“ versteht man die interne Kommunikation der Systeme, die als Clusterknoten agieren sollen. Die beiden Computer informieren sich auf diesem Wege untereinander, ob der jeweilige andere Partner (Host oder Teilclustersystem) noch funktionsfähig ist. Sollte dies nicht mehr zutreffen, übernimmt der andere Host oder Teilclustersystem die Arbeit.
Die Funktion der Software wird auf sogenannte „Servicegruppen“ aufgeteilt, die in den meisten Fällen Datenbanken, Netzwerkdateisysteme (NFS) oder kritische Applikationen für die Anwender bereitstellen.